# قناة كينغز 5
قناة قناة كينغز 5 هي قناة تابعة ل هيئة الإذاعة الوطنية NBC، ومقرها في مدينة سياتل.
تأسست القناة عام 1948 وهي أول قناة تؤسس في شمال غرب الولايات المتحدة الإمريكية
تقدم خدماتها التلفازية لولاية واشنطن وجنوب شرق ولاية ألاسكا وشمال غرب ولاية أوريغون.